# Joan Planellas i Barnosell

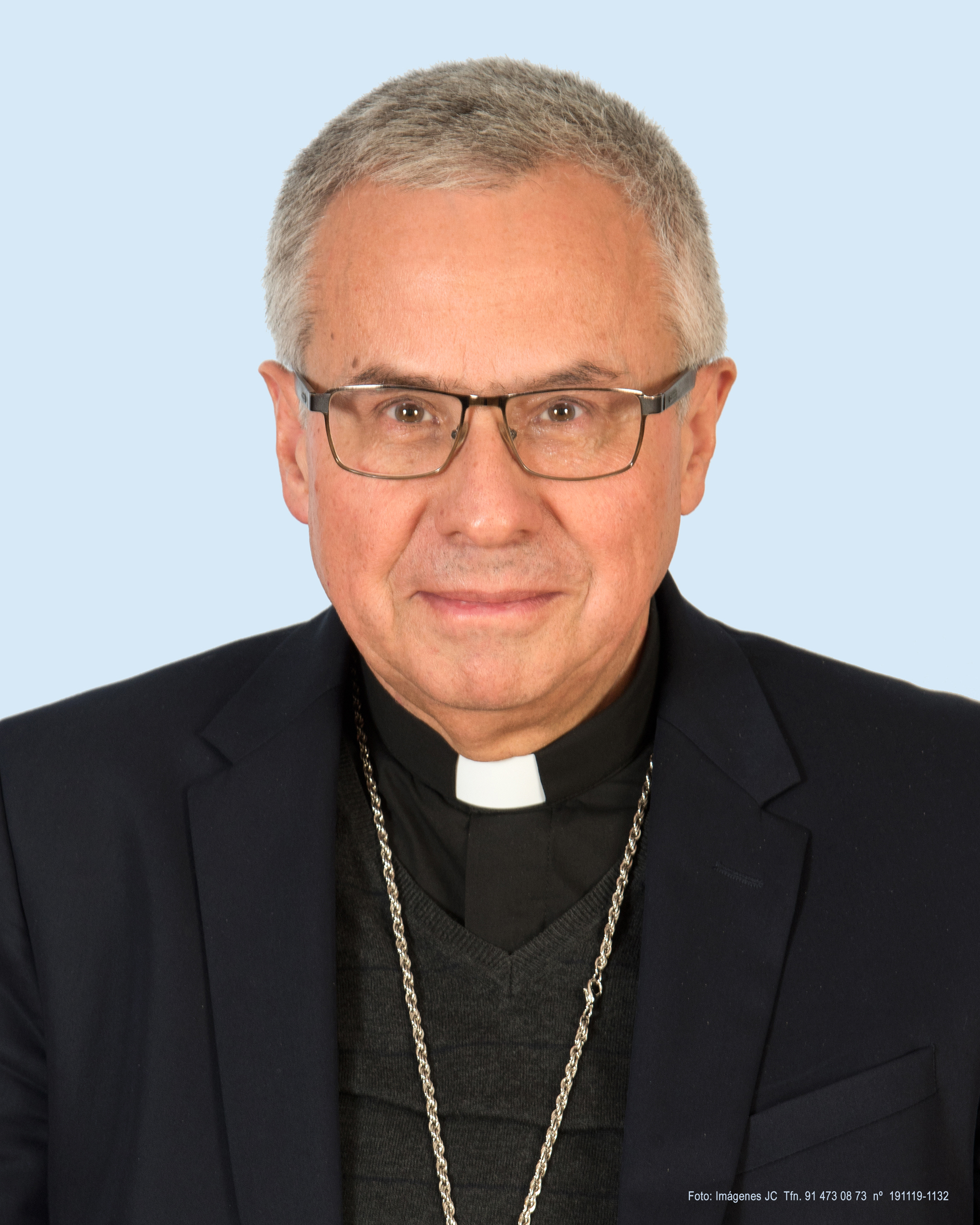
Erzbischof Joan Planellas i Barnosell (2019)

Primaswappen von Erzbischof Joan Planellas i Barnosell

Joan Planellas i Barnosell (* 7. November 1955 in Girona, Spanien) ist ein spanischer Geistlicher und römisch-katholischer Erzbischof von Tarragona.

## Leben
Joan Planellas i Barnosell studierte am Priesterseminar in Girona und erwarb 1981 das Lizenziat in Theologie an der Päpstlichen Universität Gregoriana. Am 28. März 1982 empfing er das Sakrament der Priesterweihe für das Bistum Girona.
Neben verschiedenen Aufgaben in der Pfarrseelsorge und nach der Tätigkeit als Militärkaplan während seines Wehrdienstes von 1983 bis 1984 war er seit 1985 Theologieprofessor am Seminar in Girona. Von 1988 bis zu seiner Ernennung zum Bischof lehrte er am Institut für Religionswissenschaft, das er bis 1998 auch leitete. Von 1996 bis 2002 war er zudem Regens des Seminars in Girona. Im Jahr 2004 wurde er an der Gregoriana zum Dr. theol. promoviert. 2008 wurde er zum Domkapitular des Kathedralkapitels von Girona ernannt. Seit 2010 war er Professor für Systematische Theologie und Vizedekan an der Theologischen Fakultät von Katalonien, deren Dekan er seit 2015 war.
Papst Franziskus ernannte ihn am 4. Mai 2019 zum Erzbischof von Tarragona. Der Erzbischof von Barcelona, Juan José Kardinal Omella Omella, spendete ihm am 8. Juni desselben Jahres die Bischofsweihe. Mitkonsekratoren waren der Apostolische Nuntius in Spanien, Erzbischof Renzo Fratini, sein Amtsvorgänger Jaume Pujol Balcells und der Bischof von Girona, Francesc Pardo i Artigas.